# Johann Jeremias du Grain
Johann Jeremias du Grain (ur. ok. 1700, zm. 14 stycznia 1756 w Gdańsku) – niemiecki kompozytor pochodzenia francuskiego, działający w Elblągu i Gdańsku.
Prawdopodobnie był potomkiem francuskich hugenotów. Jego twórczość reprezentuje styl późnego baroku. Muzyki uczył się w Hamburgu u Georga Philippa Telemanna. Po zakończeniu studiów muzycznych początkowo działał w Elblągu, gdzie w 1731 wstąpił w związek małżeński z obywatelką Gdańska. 1737 miał okazję poznać osobiście Georga Friedricha Händla, który pisał kantatę na 500-lecie miasta. Du Grain dokończył nieukończoną przez mistrza kantatę. W 1739 osiedlił się w Gdańsku, gdzie nie mogąc znaleźć stałego stanowiska, zdecydował się prowadzić publiczne koncerty z zespołem instrumentalistów, chóru i solistów, co wzbogaciło życie muzyczne miasta. Jeden z pierwszych takich koncertów odbył się 23 lutego 1740 przy ul. Grobla III – du Grain wystąpił tu jako kompozytor i zaprezentował swoją kantatę pt. Der Winter (Zima). Utwór ten nie zachował się do naszych czasów.
Koncerty du Graina cieszyły się dużą popularnością w Gdańsku. Występował jako kompozytor, klawesynista i kapelmistrz (wykonywał nie tylko własne utwory, ale też m.in. dzieła Haendla i Telemanna). W lutym 1747 du Grain został organistą w kalwińskim wówczas kościele św. Elżbiety w Gdańsku.
Zmarł jako muzyk – zaniemógł w obecności słuchaczy podczas własnego koncertu, który prowadził 14 stycznia 1756 w hotelu Dom Angielski w Gdańsku.

## Twórczość
- Alter Adam du musst sterben (1737) – kantata na sopran, chór, orkiestrę i basso continuo. CD: DUX 0689
- Wilkommen Erlöser der Erden – kantata na chór, orkiestrę i basso continuo CD: SFCD01211, FCD 01214